# Runcinia yogeshi
Runcinia yogeshi là một loài nhện trong họ Thomisidae.
Loài này thuộc chi Runcinia. Runcinia yogeshi được Pawan U. Gajbe & Pawan U. Gajbe miêu tả năm 2001.